# BingX
BingX는 2018년에 설립된 글로벌 암호화폐 거래소이다. 1,000만 명 이상의 사용자를 보유하고 있으며 현물 거래, 파생상품 및 카피 트레이딩과 같은 서비스를 제공한다. 또한 자산 관리도 제공하고 있다.. 이 플랫폼은 모든 수준의 트레이더를 대상으로 하며 안전성과 사용자 친화적인 기능에 초점을 맞춰 설계되었다.

## 역사
2018년: BingX 설립
2019년: 카피 트레이딩 도입으로 세계 최초의 암호화폐 거래소로서 글로벌 소셜 트레이딩 서비스 제공.
2020년: 10개 이상의 언어 지원과 함께 글로벌 확장.
2021년: CoinMarketCap에서 24시간 거래량 7위 기록.
2022년: 500만 명 이상의 글로벌 사용자 돌파, 산업 혁신 및 지속적인 출시.
2023년: BingX는 플랫폼 생태계 확장에 집중하며 다양한 자선 활동에 참여.
2024년: BingX는 첼시 FC와 파트너십 체결.

## 상과 평점
2021~2023년 BingX는 트레이딩뷰로부터 최고의 암호화폐 거래소라는 타이틀을 받았다.
2022년, 글로벌 브랜드 매거진에 따르면 BingX가 가장 빠르게 성장하는 소셜 트레이딩 플랫폼으로 수상되었다.
또한 BingX는 CoinGecko 및 CoinMarketCap의 최상위 순위에 참여했다.